# 无柄溲疏
无柄溲疏（学名：Deutzia glabrata var. sessilifolia）为虎耳草科溲疏属下的一个变种。

## 扩展阅读
- 維基物種上的相關：无柄溲疏